# Agnes Bruyninckx-Vandenhoudt
G. Agnes M-M. Bruyninckx-Vandenhoudt est une femme politique belge (membre du Vlaams Belang), née à Diest le 8 février 1949.

## Biographie
Agnes Bruyninckx-Vandenhoudt est secrétaire au centre de contrôle satellite pour l'agence de navigation spatiale ESA à  Darmstadt en Allemagne de 1968 à 1970 puis gérante de Madigro à Ostende depuis 1998. Conseillère municipale de Bruges depuis 1995, elle devient membre du parlement flamand de 2004 à 2014.